# エース電子工業
エース電子工業株式会社 (Ace Electronic Industries Inc.) は、大阪府大阪市住吉区（現：住之江区）に、かつて存在した日本の電子楽器メーカーである。

## 概要

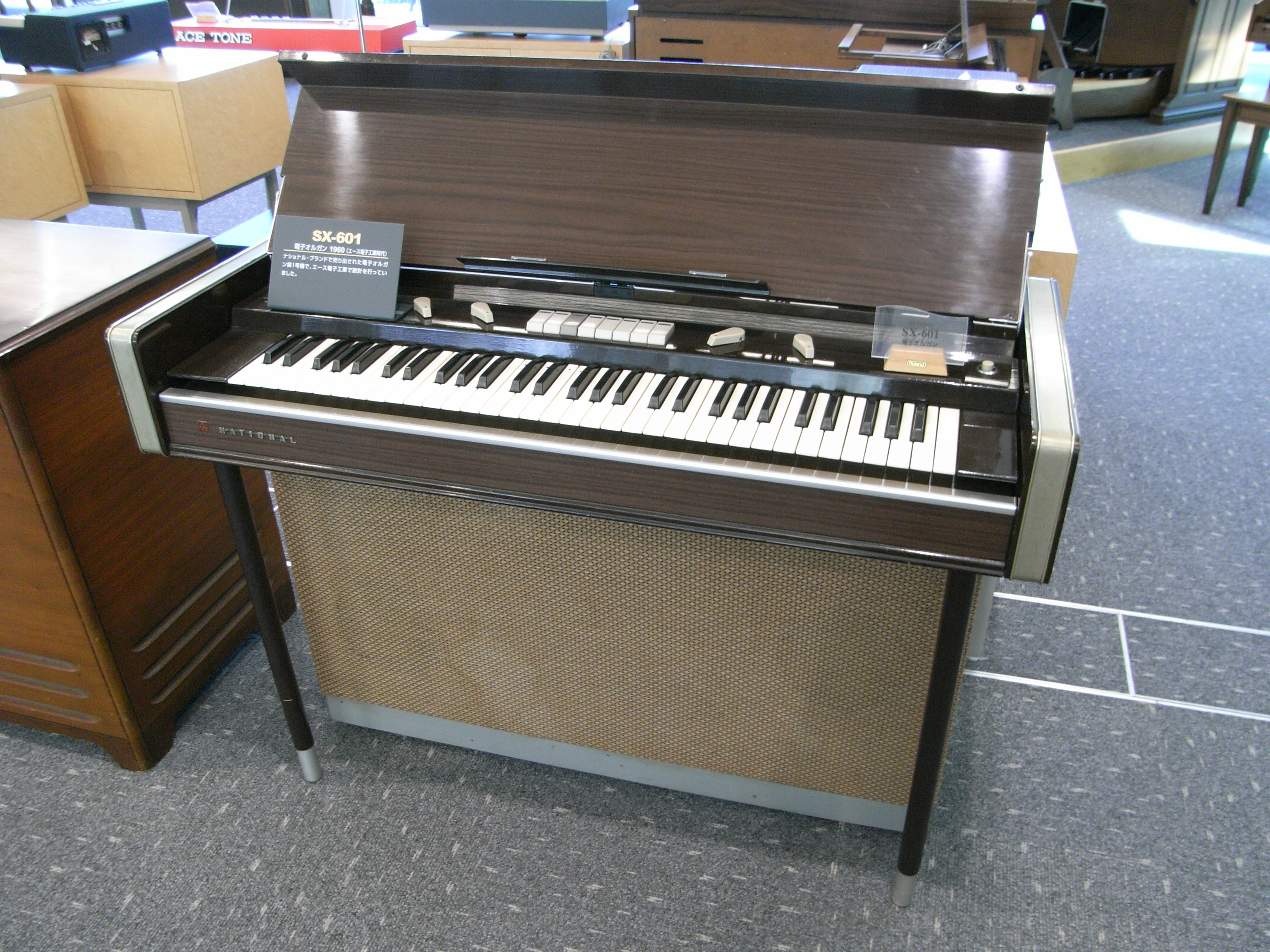
ローランド浜松研究所に展示されているNational SX-601

エース電子工業は、1960年に梯郁太郎が当時の阪田商会社長の深い理解を得て阪田商会他の出資に基づいて設立した電子楽器メーカーで 、ACE TONE （エーストーン）はその製品ブランドだった。主力製品は電子オルガン、リズムマシン、ギターアンプ、エフェクターで、海外輸出も行い、一部はOEM供給していた。1972年梯退社に伴い、阪田商会系列の日本ハモンドがACE TONEブランド (一説にはエース電子工業の製造・販売部門) を引き継ぎ 、以降少なくとも2つのシンセサイザーを発売した。しかしその製品詳細は、ACE TONEのOEM供給情報と同様に極めて情報が少ない 。海外で半ば都市伝説と化している「ローランドからの製品供給の可能性」の検証も含め、今後の解明が期待される。
エース電子工業の最初の製品、1962年の Ace Tone Canary S-2 (キャナリーS-2)は真空管式で単音の電子オルガンだった 。しかし当初は充分な販路が得られず、阪田商会のつてで松下電器（現パナソニック）へOEM供給を行い、1963年テクニトーン初代機種SX-601が発売された。
1963年にはギター・アンプの製造販売を開始、後にエフェクター (FUZZ MASTER) も発売し、ビートルズやグループ・サウンズのブームで国内で知名度を高めた。
1964年には手動ボタン式の電子パーカッション楽器 R1 Rhythm Ace (R1 リズムエース)を開発し、Canary S-2と共に シカゴ Summer NAMM 1964 に出品している。ただしR-1は、先行他社リズムボックス (Wurlitzer SideMan (1959年), KORG Donca Matic (1963年), Seeburg rhythm unit (1960年代)等) の主要機能だったプリセット・リズムを備えておらず、製品化もされなかった。
梯の著書“I believe in music” には、出展が決まり急遽初渡米し、NAMM会場(ホテル居室)に展示ブースを設置した様子や、最初の訪問者としてチャーミングだけど謎のカップル（著書に「ダーマ&グレッグ」の登場人物風の写真がある）が現れ、梯が戸惑いながら対応した様子がユーモラスに描写されている。この他著書には、NAMM参加の大きな収穫として、アメリカの楽器卸売会社 Peter Sorkin Music Company (以降Sorkin Music)の Saltzmanと出会った事も明記されている。Sorkin Musicはその後、エース電子工業やローランドの初期の米国代理店として、約10年にわたり梯の重要なビジネスパートナーとなった。
1965年にはACE TONEブランドのコンボオルガンTOP-3を発売、以降シリーズ製品としてTOP-5/TOP-7/TOP-8、1968年にはTOP-1/TOP-9、その後 TOP-6、と相次いで新モデルを投入し、輸出も行うようになった。この他海外では、家庭用小型電子オルガン(ACE TONE B-422、その他)の存在も確認されている。
また1967年前後にリズムマシンの電子化に必須のダイオード・マトリックス回路を独自開発、同社初のプリセット・リズム付きリズムマシンRhythm Ace FR-1を発売した。FR-1は後発製品ではあったが市場に好意的に受け入れられ、1967年アメリカのハモンド・オルガンの製品オプションに採用されるに至り、ついにACE TONEの黄金期が始まった。
1968年エース電子工業はハモンドと資本提携し、伝説的な国際販売組織ハモンド・インターナショナル・カンパニー(H.I.C.)との合弁会社「ハモンド・インターナショナル・ジャパン」(H.I.J.)を設立、ハモンドの日本総代理店を開始した。なお1970年には主要株主 阪田商会もハモンドと提携して合弁会社「日本ハモンド」を設立、H.I.J.の業務を引き継ぐとともに、電子オルガン製品のOEM製造・輸出を活発化した。
Sound on Sound 2002年11月記事によれば、ハモンド製造元のハモンド・オルガン・カンパニー(H.O.C.)はエース電子工業に対し、伝統あるトーンホイール式ドローバー・オルガンHammond B-3とその派生機種の製造・供給を委託する提案をした。しかし梯は同方式の衰退傾向とコスト上昇を理由に提案を断ったと言う。また一説には、梯はハモンドのために苦労して電子オルガン用オシレータを開発したが、結局ハモンドはそれを採用せず、代わりに自社で製品化したという。
いずれにせよエース電子工業は、電子方式でハモンド伝統スタイルとその課題(可搬性)に挑戦し、1971年ドローバー・タイプの本格的コンボオルガン ACE TONE GT-7 、GT-5を発売した。これらの製品は「Hammond Porta-B (軽量版B-3) へのACE TONEの回答」としてユーザに好意的に受け止められ、後のハモンド・ポータブル製品（Hammond X-5, X-2, B-200等）へと繋がった。
しかし1972年、出資者で主要株主だった阪田商会が経営悪化して住友化学系列となり、エース電子工業の出資比率も変動し、意思決定をめぐる衝突が発生した。よき理解者を失った梯は、自ら創業したエース電子工業を3月に去り、1972年4月18日ローランドを設立した。なお当時両社はわずか数百メートルしか離れておらず、何名もの技術者が同時に移籍、製品ノウハウや重要な海外取引先（Peter Sorkin Music等）を持ち去る徹底ぶりだった。
ローランドの突然の独立と、非公式な経営資源移行の結果、両社製品は過渡的に類似した。1972年ローランドは最初の製品として3つのリズムマシン TR-77/TR-55/TR-33 を発売したが、その最上位機種TR-77は以前ACE TONEが発売したRhythm Producer FR-7Lと酷似していた。一連の騒動は海外取引先/OEM先にも少なからぬ混乱を引き起こした。もともとACE TONEの公式OEM先だったハモンドは、製造元の違いを知ってか知らずか、それまで通りラベルを"HAMMOND"に貼り替えて出荷していたという。また1964年以来エース電子工業の米国代理店として米国進出を担ってきたSorkin Musicは、梯の勧めに従いローランド米国代理店へと鞍替えした。しかしその後、1970年代中盤にローランドは世界各地で既存代理店の権益を切り崩す過酷な販売計画を実施し、Sorkin Musicに事前通告なしで商圏侵害を繰り返すようになり、両社の協力関係は完全に終了した。そしてSorkin Music子会社MULTIVOXは新しいOEM供給元を、当時日本で創業したばかりのヒルウッドへと変更した。
一方 ハモンド・オルガン・カンパニーは、1974年 Hammond B-3製造終了をもってトーンホイール方式を全て終了し、かねてより採用を進めてきたLSI技術で B-3を再現したHammond B-3000(1976年)や、Acetone GT-7の流れを継ぐコンボオルガンHammond X-5, X-2 (1975年), B-200 を発売した。
後者 (X-5, X-2) の開発製造は、エース電子工業の再編に伴って製造販売部門を吸収した日本ハモンド自身が担当したと推測されているが、正確な経緯は判っていない。その後エース電子工業の名は市場から急速に消え、日本ハモンドがACE TONEブランドの製品を販売していた事が確認されている。